# Misumenoides formosipes
Misumenoides formosipes es una especie de araña del género Misumenoides, familia Thomisidae.
Se ocultan en flores y atacan cualquier presa que se aproxima, aun algunas de mayor tamaño que ellas.

## Distribución
Esta especie se encuentra en los Estados Unidos, Canadá y Chile.